# ENDRUN
『ENDRUN』（エンドラン）は、2017年12月20日に発売されたONE☆DRAFTの8枚目のフルアルバム。発売元は徳間ジャパンコミュニケーションズ。

## 概要
前作『スタートライン』から約1年2ヶ月ぶりのリリースとなる作品。当初の発売予定日は11月22日であったが延期となった。

## 収録曲
1. HERO
作詞：LANCE
作曲：LANCE, Tomoyuki Kawasaki
編曲：Tomoyuki Kawasaki
2. Believe
作詞：LANCE
作曲：LANCE, Tajiri Tomoyuki(note native), Naoyuki Honzawa
編曲：Tajiri Tomoyuki(note native), Naoyuki Honzawa
本作のリードトラック。
3. better days
作詞：LANCE
作曲：LANCE, AKIRA
編曲：AKIRA
4. Sunshine
作詞：LANCE
作曲：LANCE, Teppei Shimizu
編曲：Ｔｅｔｒａ　Ｇｅａｒ
5. 作文用紙じゃ描けない
作詞：LANCE
作曲・編曲：EQ
6. Oh My Little Girl
作詞・作曲：LANCE
編曲：EQ
7. オトノセカイ
作詞：LANCE
作曲：LANCE, Teppei Shimizu
編曲：Tomoyuki Kawasaki
8. 君との足跡
作詞：LANCE, MAKKI
作曲：LANCE, RYO, UTA
編曲：UTA
9. Treasure Hunter
作詞：RYO, SALTRIVER
作曲・編曲：SALTRIVER
10. 傾奇炎Ⅱ feat. KLUTCH（ET-KING）,コブラJP（FANTAGROUP）,ヤス一番？（nobodyknows+）, GooF（SOFFet）,SEAMO,YOPPY（エイジアエンジニア）
作詞：LANCE・KLUTCH・コブラJP・ヤス一番?・GooF・SEAMO・YOPPY　作曲：LANCE, Tasuku Maeda